# Changan CS75
Changan CS75 – samochód osobowy typu SUV klasy średniej produkowany pod chińską marką Changan od 2013 roku.

## Historia i opis modelu

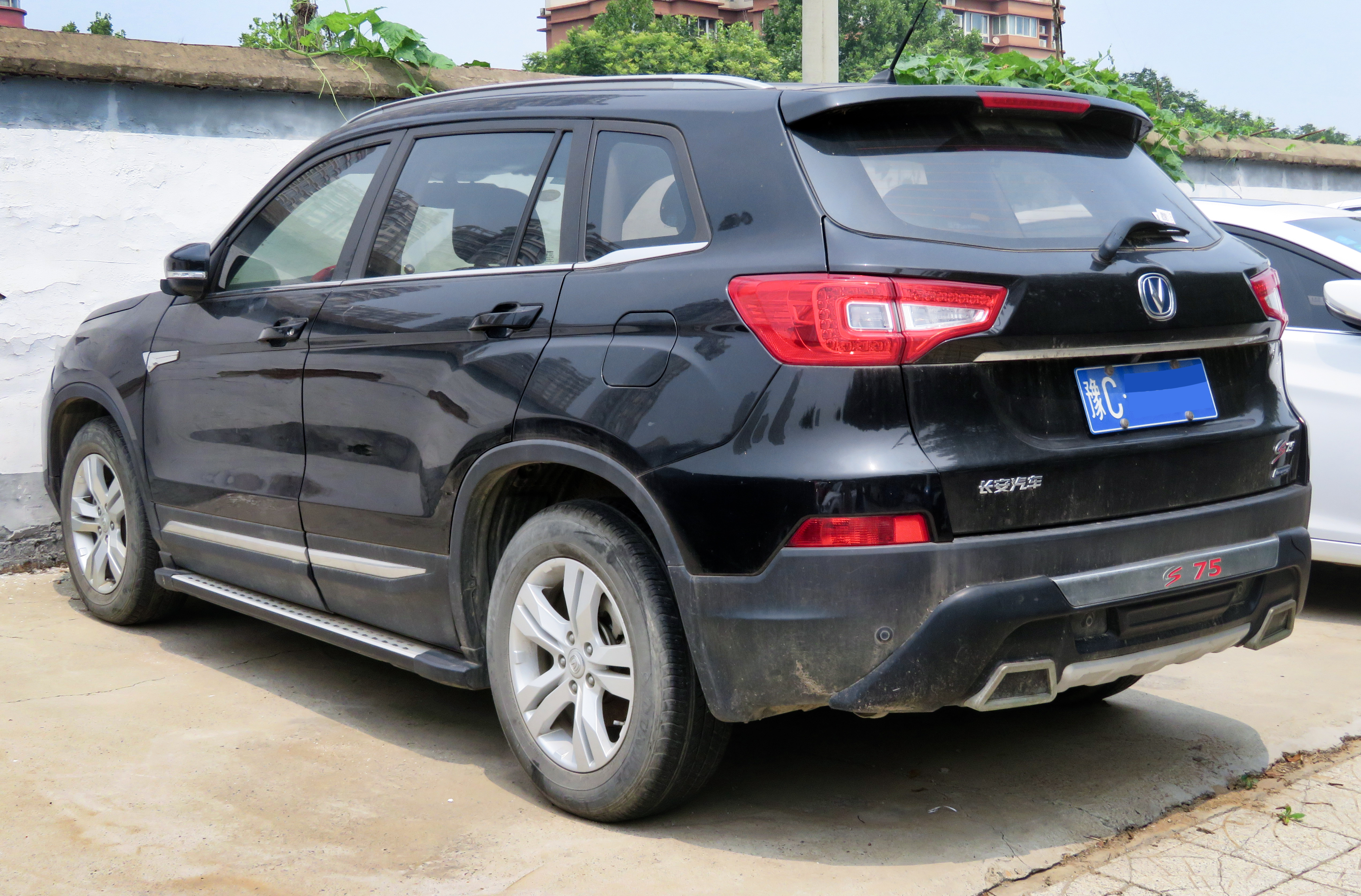
Changan CS75 – tył

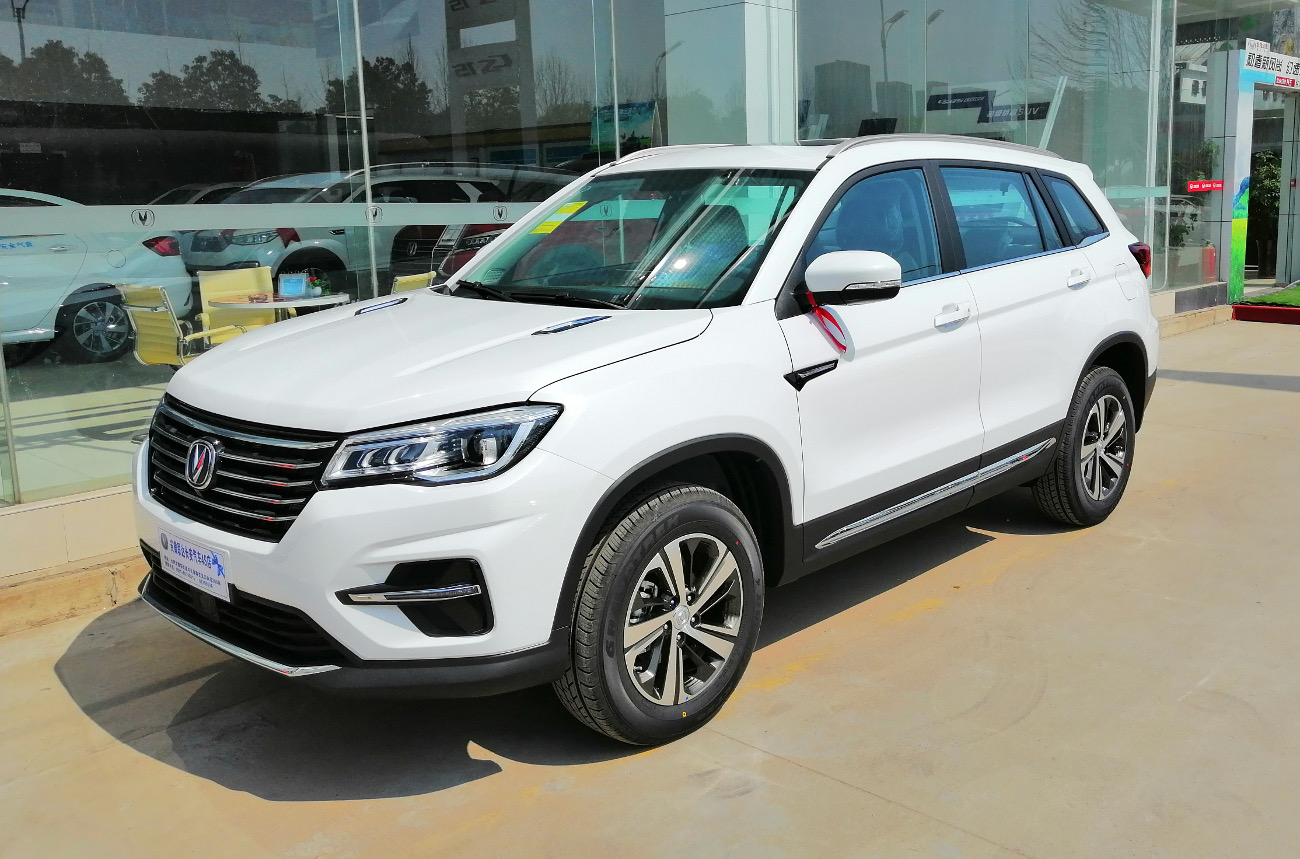
Changan CS75 po liftingu

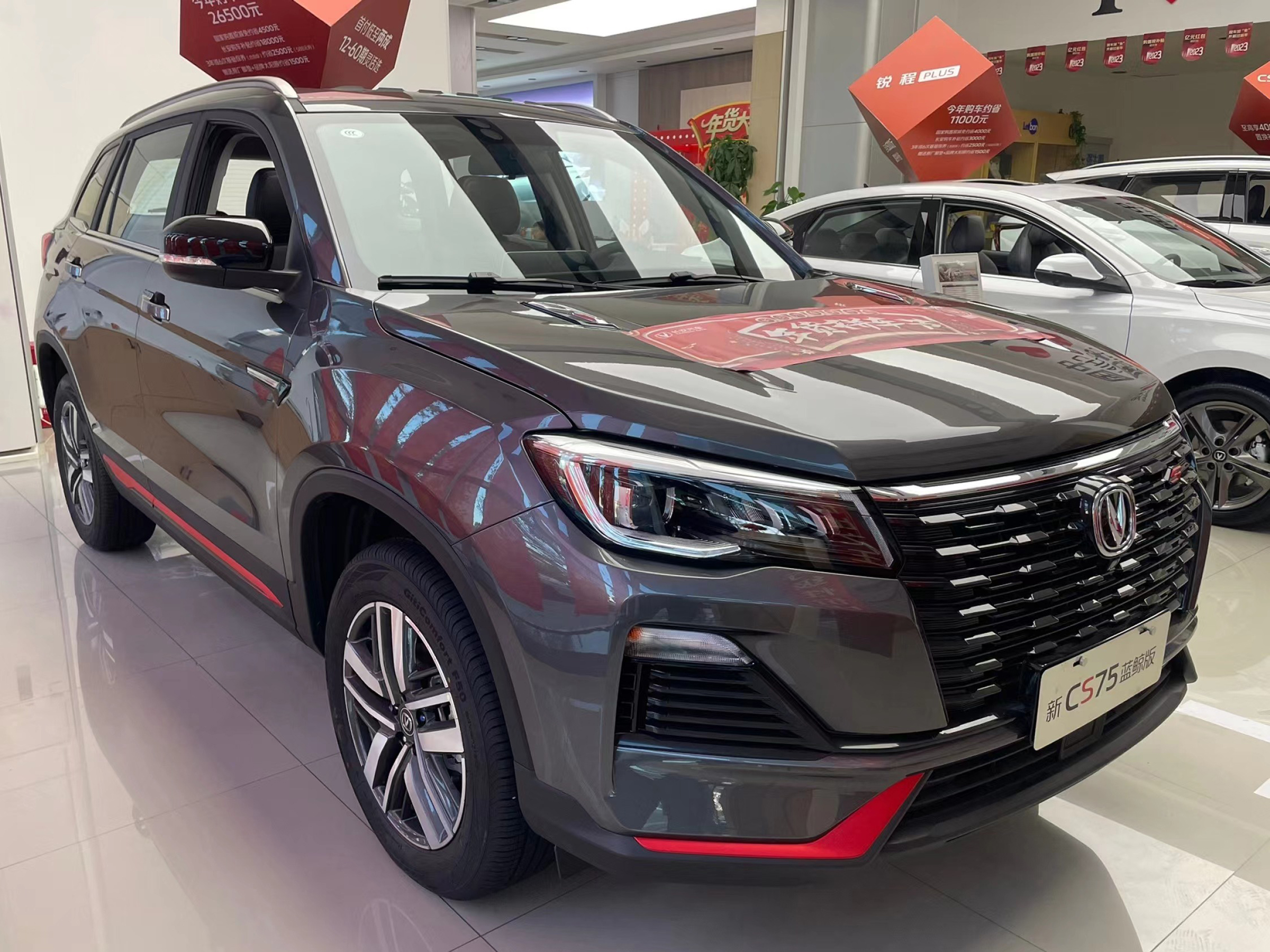
Changan CS75 po drugim liftingu

W drugiej połowie 2013 roku Changan przedstawił nowego, dużego SUV-a CS75, którego debiut przed publicznością odbył się w listopadzie podczas wystawy samochodowej Guangzhou Auto Show. Jako pojazd średniej wielkości, Changan CS75 powstał jako odpowiedź na podobnej wielkości konstrukcje, na czele z innym modelem rodzimego potentata rynku motoryzacyjnego, BYD-em S6.
Pod kątem wizualnym CS75 zyskał foremną stylistykę z biegnącą ku górze linią okien i paskiem przetłoczeń, a także wysoko osadzonymi lampami tylnymi wraz z ostro ukształtowanymi reflektorami, pomiędzy którymi znalazł się rozległy wlot powietrza z dużym napisem Changan zapisanym drukowanymi literami.
W początkowych latach produkcji gamę silników utworzyły dwie jednostki benzynowe: turbodoładowana jednostka o pojemności 1,8-litra i mocy 180 KM oraz 2-litrowa o mocy 158 KM. Obie połączono z 6-biegową przekładnią manualną lub 6-biegową skrzynią automatyczną.

### CS75 PHEV
We wrześniu 2018 roku gama wariantów napędowych Changana CS75 została poszerzona o spalinowo-elektryczny wariant z napędem hybrydowym typu plug-in. Utworzył go spalinowy silnik benzynowy o mocy 154 KM razem z dwoma silnikami elektrycznymi umieszczonymi na każdej z osi, rozwijając moc 107 KM. Łączna moc układu napędowego to 342 KM, a zasięg układu elektrycznego na jednym ładowaniu to 60 kilometrów.

### Restylizacje
W kwietniu 2018 roku Changan CS75 przeszedł obszerną restylizację, która przyniosła głównie zmiany w wyglądzie zewnętrznym pojazdu, upodabniając go do nowszych konstrukcji chińskiego producenta. Pas przedni zyskał rozleglejszą atrapę chłodnicy w kształcie trapezu z centralnie umieszczonym logo Changana, z kolei tylna część nadwozia zyskała odblaskowy pas łączący tylny lampy. Korektom przeprowadzono także projekt deski rozdzielczej.
W październiku 2022, podobnie jak większy CS95, Changan CS75 przeszedł modernizcję upodabniającą ten model do nowocześniejszych konstrukcji chińskiej firmy. Pas przedni zyskał większy wlot powietrza w kształcie trapezu, a ponadto zastosowano także nowe wzory zderzaków i inne wypełnienie reflektorów. Ponadto, zastosowano bogatsze wyposażenie standardowe oraz zmodernizowany 1,5-litrowy silnik benzynowy.

### Silniki
- R4 1.5l Turbo
- R4 1.8l Turbo
- R4 2.0l